# شارة معسكر الاعتقال النازي

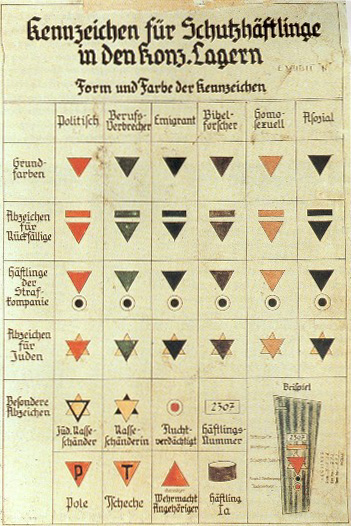
شعارات النازية من معسكر أعتقال نازي في رسم توضيحي ألماني عام 1936

شارات معسكرات الاعتقال النازية، غالبا ما تكون على شكل مثلثات، كانت جزءا من نظام تحديد الهوية في المعسكرات النازية. وقد استخدموا في معسكرات الاعتقال في البلدان التي كان يسكنها النازيون لتحديد سبب وضع السجناء هناك. كانت المثلثات مصنوعة من القماش وخُيطت على سترات وسروال السجناء. كان لهذه الشارات الإلزامية معاني محددة مبينة في لونها وشكلها. ساعدت هذه الشعارات الحراس في إسناد مهام للمحتجزين. على سبيل المثال، يمكن للحارس في لمحة أن يرى ما إذا كان شخص ما هو مجرم مدان (رقعة خضراء) وبالتالي من المحتمل أن يكون مزاجه قاسي ومناسب لواجب كابو (الأشخاص العدوانيين والمجرمين كانو مطلوبين لان يؤدو دور كابو).
عادة ما لا يتم تعيين شخص يحمل علامة مشبوهة في فرق العمل التي تعمل خارج سياج المخيم. يمكن استدعاء شخص يرتدي حرف F للمساعدة في ترجمة تعليمات الحراس المنطوقة إلى مجموعة من الوافدين الجدد من فرنسا.
استخدام العصر الحديث لشعار المثلث الوردي لترمز إلى حقوق مثلي الجنس هو استجابة للعلامات المستخدم لتحديد في المخيم.

## نظام ترميز شارة
تفاوت نظام الشارات بين المعسكرات وفي المراحل اللاحقة من الحرب العالمية الثانية تضاءل استخدام الشارات في بعض المعسكرات وأصبح عرضيًا بشكل متزايد في أماكن أخرى. يعتمد الوصف التالي على نظام ترميز الشارة المستخدم قبل وأثناء المراحل المبكرة من الحرب في معسكر الاعتقال داكاو، والذي كان يضم أحد أنظمة الترميز الأكثر تفصيلاً.
تم اختيار الشكل من المثلثات المستخدمة في إشارة التحذير على الطرق الشائعة في ألمانيا والتي تشير إلى التحذيرات لسائقي السيارات.

### مثلثات مفردة-مثلث واحد
- المثلث الأحمر - السجناء السياسيون: الاشتراكيون الديموقراطيون والاشتراكيون والشيوعيون والأناركيون؛ عمال الانقاذ من اليهود. نقابيون والماسونيين.
- المثلث الأخضر - المُدانين والمجرمين (غالباً ما يعملون كابو).
- المثلث الأزرق - العمال القسريون الأجانب والمهاجرون.
- مثلث أرجواني - في المقام الأول شهود يهوه (أكثر من 99 ٪) وكذلك أعضاء من الجماعات الدينية الصغيرة. [notes 1]
- المثلث الوردي - الرجال المثليين جنسيا في المقام الأول والذين تم تحديدهم على هذا النحو (على سبيل المثال، الرجال المخنثين والنساء المتحولين جنسيا ) [2][3][4] وكذلك مرتكبي الجرائم الجنسية بما في ذلك المغتصبون ومستغلين الأطفال المتحرشين بالأطفال وبهيمية.[5]
- المثلث الأسود - الأشخاص الذين تم اعتبارهم عناصر اجتماعية ( asozial ) وخجولة في العمل ( arbeitsscheu )، بما في ذلك ما يلي:
  - الغجر. ارتدوا المثلث الأسود مع علامة Z (ل Zigeuner، وهذا يعني الغجر) إلى يمين نقطة المثلث.[6] ذكر روماني في وقت لاحق مثلث البني. ما زالت الأنثى «الروما» تُعتبر من الجنسيات حيث تم تصويرهن كنماذج مجرمات صغيرات (البغايا والخاطفون والعرافون).
  - مريض عقليا ومعاق عقليا. تم تسجيل مثلثاتهم مع كلمة Blöd، وهذا يعني غبي.[7]
  - مدمني الكحول ومدمني المخدرات.
  - المتشردين والمتسولين.
  - دعاة السلام ومقاومة التجنيد.
  - عاهرات.[8][9]
  - مثليات.[10]
- مثلث بني - ذكور الروما.
- مثلث أحمر غير مقلوب - عدو أسير حرب ( Sonderhäftling ، يعني محتجزًا خاصًا)، جاسوسًا أو خائنًا ( Aktionshäftling ، يعني معتقل الأنشطة)، أو هارب عسكري أو مجرم ( Wehrmachtsangehöriger).

- Some period examples of the single triangle design at Nazi camps
- شارات أحادية المثلث بألوان مختلفة تظهر على محتجزين معسكر الاعتقال في ساكسنهاوزن
- مثلثات مفردة ظاهرة على محتجزين ساكسنهاوزن
- عينة تشير إلى أحد شهود يهوه
- شارات حمراء من عدو سياسي على ملابس محتجز داخاو . ^
- المزيد من محتجزين ساكسنهاوزن
- مثلثات سوداء تظهر على سراويل المعتقلين من طائفة "الروما" في داخاو
- صورة جيش الولايات المتحدة للناجين من بوخنفالد Benedikt Kautsky (de)   [ دي ]
- أحد الناجين المحرر من نوينجامامي يقف على اليمين يحتوي على مثلث مع شريط علوي

### مثلثات مزدوجة
تشبه شارات المثلث المزدوج مثلثين متراكبين يشكلان نجمة داود، رمزًا يهوديًا.
- مثلث أحمر مقلوب متداخل مع مثلث أصفر يمثل سجين سياسي يهودي
- مثلث أزرق مقلوب متداخل مع مثلث أحمر يمثل السخرة الأجنبية والسجين السياسي (على سبيل المثال، الجمهوريون الأسبان في ماوتهاوزن) [11]
- مثلث أخضر مقلوب متداخل مع مثلث أصفر يمثل مجرم يهودي
- مثلث أرجواني متداخل مع مثلث أصفر يمثل أحد شهود يهوه من أصل يهودي [12]
- مثلث وردي متداخل مع مثلث أصفر يمثل «مذنبًا جنسيًا» يهوديًا، وعادة ما يكون مثليًا أو رجلًا ثنائي الجنس
- مثلث أسود مقلوب متداخل مع مثلث أصفر يمثل يهوديًا خجولًا وعمليًا
- مثلث أسود مقلوب متداخل مع مثلث أصفر يمثل يهودي أدين تمازج الأجناس وصفت بأنها Rassenschänder (سباق الملوث).
- مثلث أصفر مقلوب متداخل مع مثلث أسود يمثل أري (امرأة) أدينت بتهمة خلط الأعراق ويطلق عليه اسم راسينشاندر ( تلوث عرقي) (أمراة ارية أثامة علاقة مع رجل غير اري ولوثت نقاء العرق النازي).

مثل أولئك الذين ارتدوا مثلثات زهرية وخضراء، كان من الممكن إدانتهم في المحاكم الجنائية. 

Some period examples of the double triangle design at Nazi camps
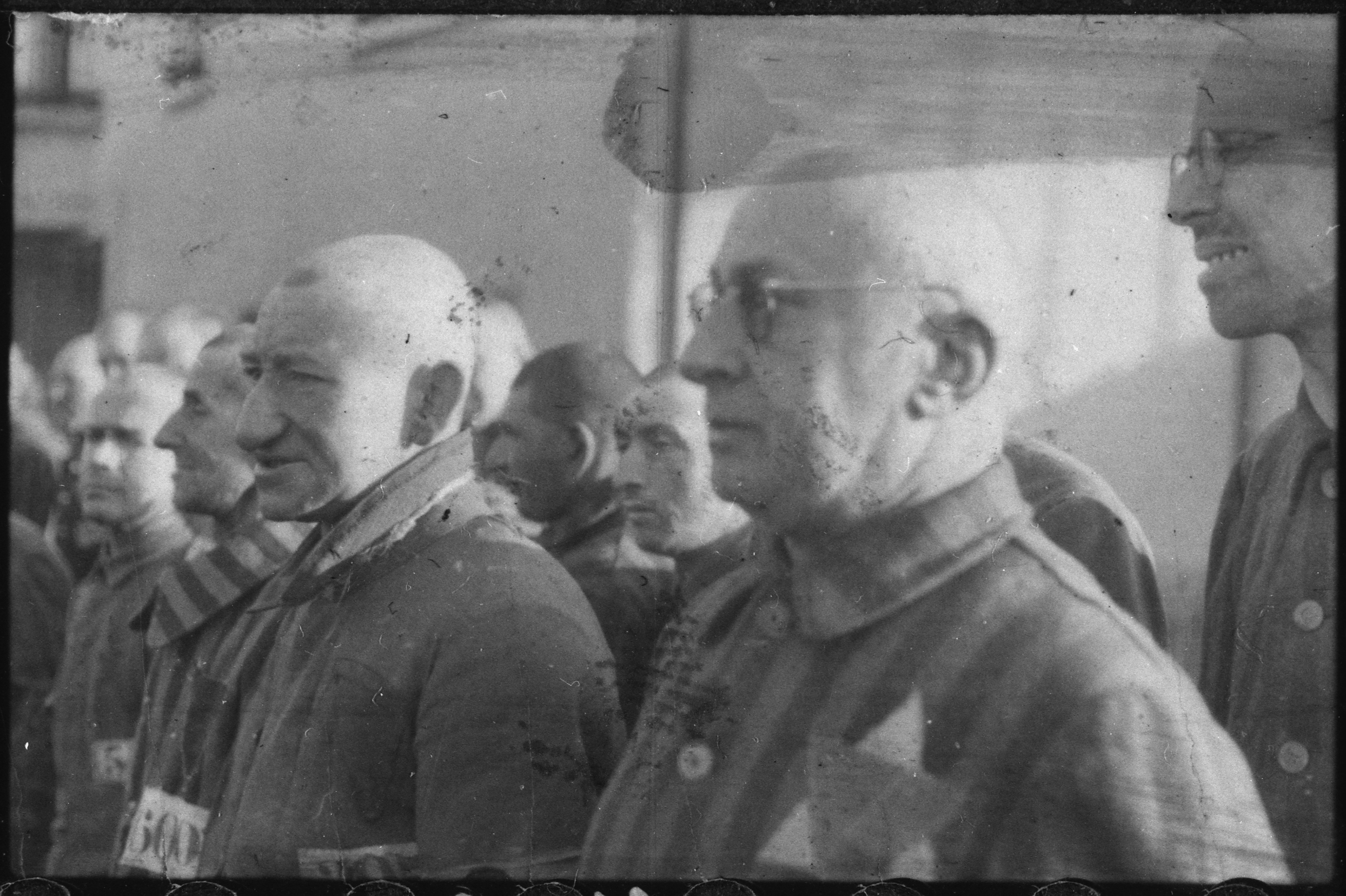
محتجز ساكسنهاوزن مع نظارات في المقدمة يرتدي شعار هوية بلونين
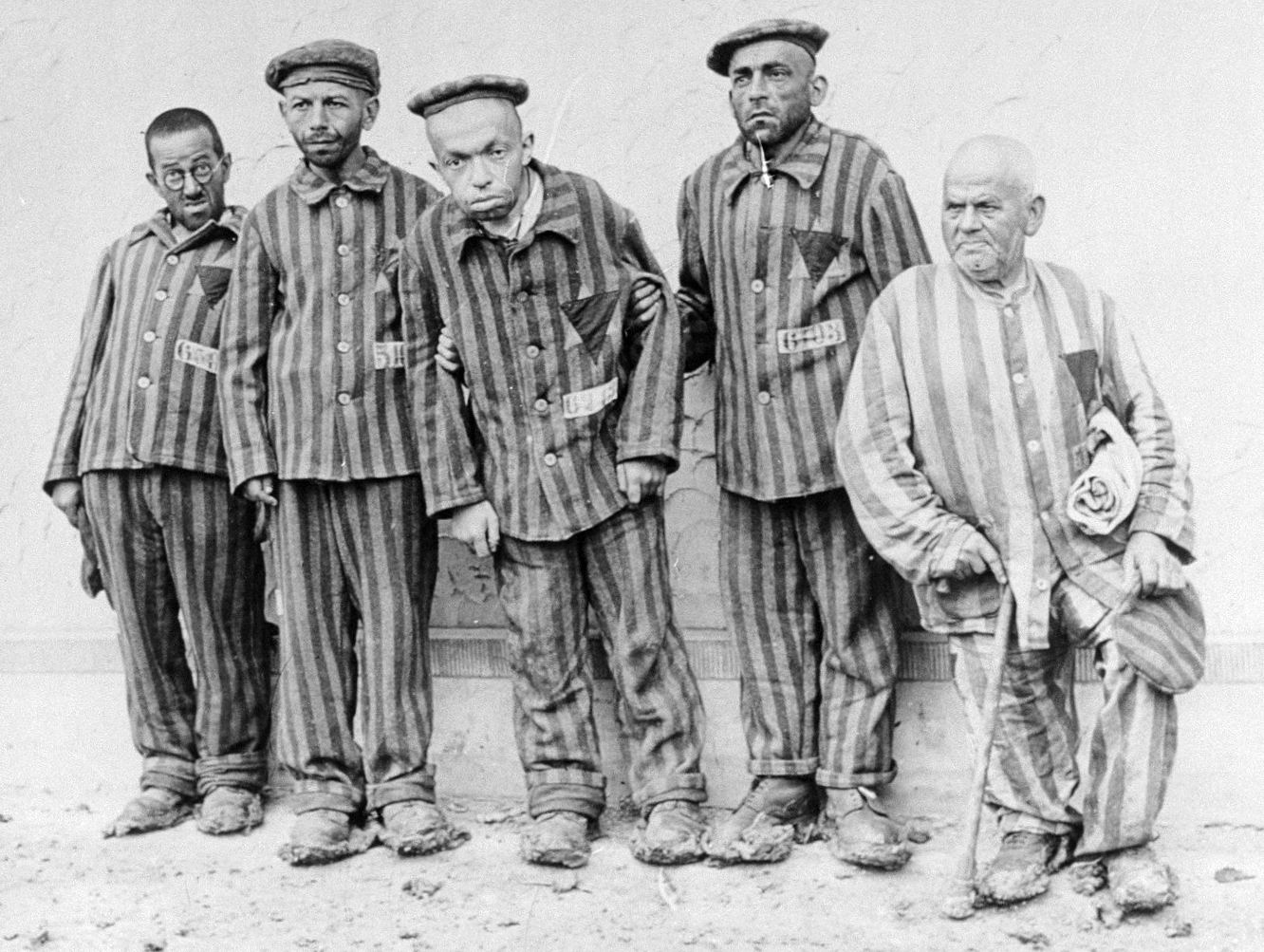
اليهود المعاقون مع مثلث أسود على مثلث أصفر ، يعني اليهود الاجتماعيين ، بوخنوالد ، 1938.
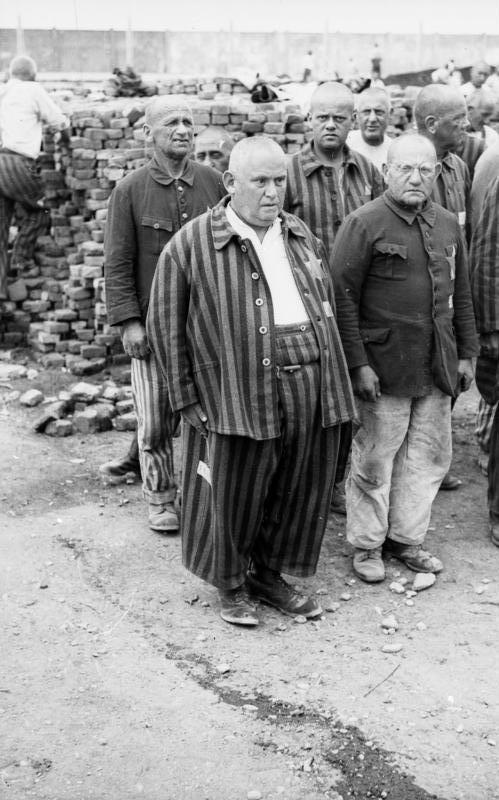
جزء من نداء داخاو - شارات مرئية للمحتجزين
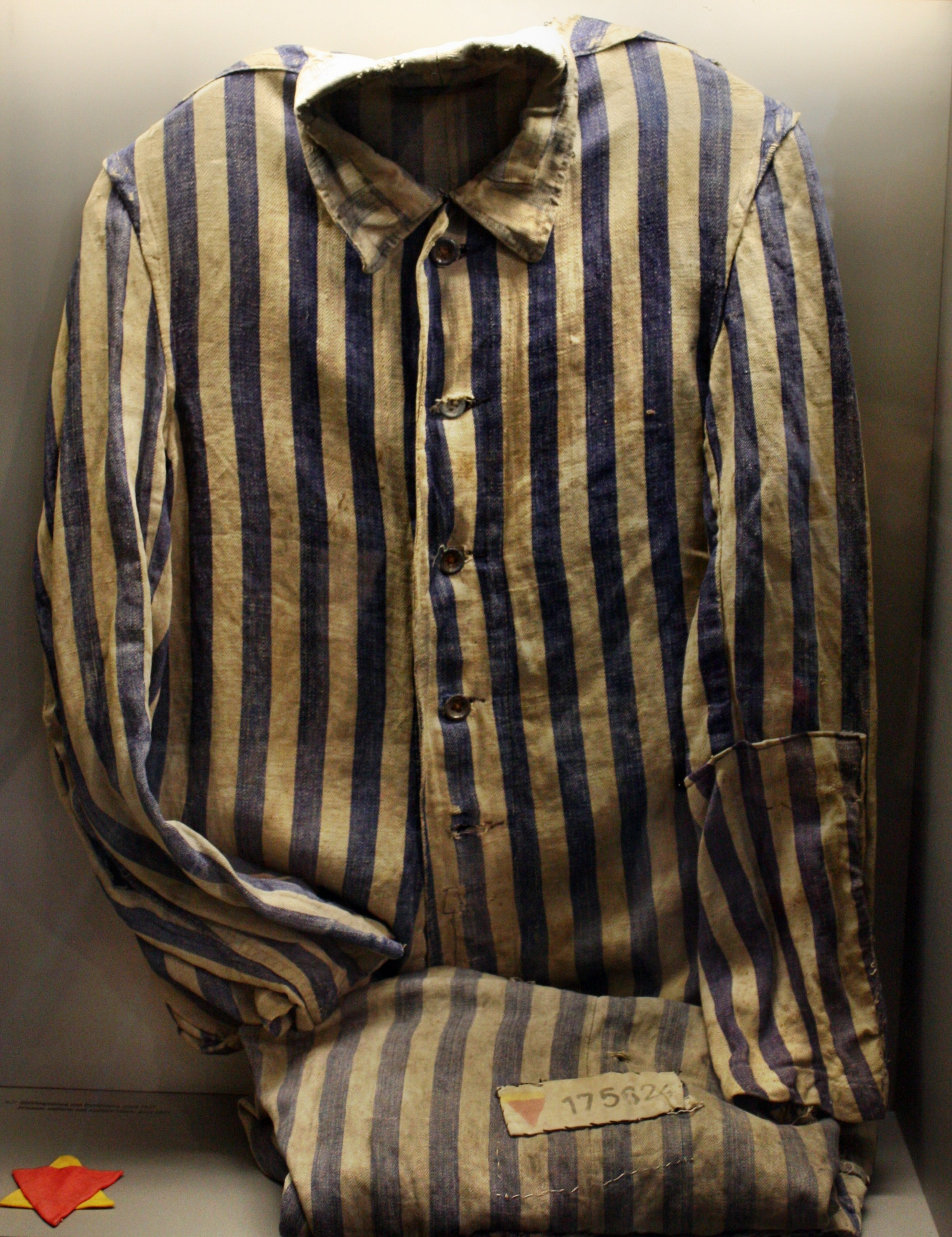
مثلث العدو السياسي الأحمر لمحتجز ساكسنهاوزن فوق مثلث يهودي أصفر (أسفل اليسار)

### علامات فارقة
بالإضافة إلى الترميز اللوني، تميز السجناء غير الألمان بالحرف الأول من الاسم الألماني لبلدهم أو مجموعتهم العرقية. مثلث أحمر مع حرف، على سبيل المثال: B (Belgier، بلجيكا )، E (إنجلاندر، إنجلترا)، F (Franzosen، فرنسا )، H (هولاندر هولندا)، I (Italiener، ايطاليا)، J  (Jugoslawen، يوغوسلافيا )، N (Norweger، النرويج)، P (POLEN، البولنديين )، S (republikanische سبانير، الجمهوريون الإسبان ) T (Tscheche، التشيك)، U (Ungarn، الهنغاريي )، أو Z تدون بجانب المثلث الأسود ( Z igeuner، الغجر أو الروما ).
كان العمال المهاجرون البولنديون يرتدون في الأصل ماسًة أرجوانيًة بخلفية صفراء. أشار حرف P ( لبولن=بولندا ) قطعة من القماش الأرجواني لإظهار الخلفية الصفراء تحتها.
علاوة على ذلك، فإن الجناة المتكررين ( rückfällige، بمعنى العوديون) سيحصلون على قضبان فوق نجومهم أو مثلثاتهم، بلون مختلف لكل جريمة مختلفة.
- سيكون للسجين السياسي شريط أحمر فوق نجمته أو مثلثه.
- سيكون للمجرم المحترف شريط أخضر.
- لن يكون للعمال القسري الأجانب شريط أزرق، ولكن قد يكون لديهم شريط ملون مختلف إذا تم اختيارهم من مجموعة أخرى من النزلاء.
- كان لشهود يهوه شريط أرجواني.
- كان للمثلي أو المذنب بجريمة جنسية شريط وردي.
- سيكون لدى asocial شريط أسود.
- عادة ما يتم حبس روما وسنتي (الغجر) في معسكرات فرعية خاصة حتى وفاتهم، وبالتالي لن يتلقوا عادةً شريطًا متكررًا.

في وقت لاحق من الحرب (أواخر عام 1944)، لبس السجناء اليهود القماش بشريط أصفر فوق مثلث يشير إلى وضعهم. على سبيل المثال، أرتدى اليهود العاديون شريطًا أصفر اللون فوق مثلث أحمر بينما أرتدى المجرمون اليهود شريطًا أصفر اللون فوق مثلث أخضر.

#### علامات خاصة
توجد العديد من العلامات والمجموعات المختلفة. عادة ما يكون للسجين علامتين على الأقل وربما أكثر من ستة.
|                                                                              | Politisch <br/> سجين سياسي                                                   | Berufsverbrecher <br/> الجنائية المهنية | مهاجر <br/> العامل الجبري الأجنبي | Bibelforscher <br/> طالب الكتاب المقدس <br/> ( شاهد يهوه ) | Homosexuell <br/> ذكر الشذوذ الجنسي / الجاني | Arbeitsscheu / Asozial <br/> خجولة العمل / Asocial | Zigeuner <br/> غجر <br/> (روما أو سينتي الذكور) |
| ---------------------------------------------------------------------------- | ---------------------------------------------------------------------------- | --- | --- | --- | --- | --- | --- |
| الألوان الأساسية                                                             |                                                                              | | | | | | |
| علامات للراسبين                                                              |                                                                              | | | | | | |
| نزلاء Strafkompanie (شركات العقاب)                                           |                                                                              | | | | | | |
| علامات لليهود                                                                |                                                                              | | | | | | |
|                                                                              |                                                                              | | | | | | |
| علامات جنسية السجناء السياسيين <br/> الحرف الكبير من اسم البلد على مثلث أحمر | علامات جنسية السجناء السياسيين <br/> الحرف الكبير من اسم البلد على مثلث أحمر | علامات جنسية السجناء السياسيين <br/> الحرف الكبير من اسم البلد على مثلث أحمر | البلجيكي (Belgier) | التشيكية ( Tscheche ) | الفرنسية (Franzose) | البولندية ( القطب ) | الإسبانية ( سبانييه ) |
| علامات جنسية السجناء السياسيين <br/> الحرف الكبير من اسم البلد على مثلث أحمر | علامات جنسية السجناء السياسيين <br/> الحرف الكبير من اسم البلد على مثلث أحمر | علامات جنسية السجناء السياسيين <br/> الحرف الكبير من اسم البلد على مثلث أحمر | | | | | |
|                                                                              |                                                                              | | | | | | |
| علامات خاصة                                                                  | جوديشر راسنشاندر <br/> العرق يهودية                                          | Rassenschänderin <br/> أنثى سباق defiler | الهروب المشتبه به | Häftlingsnummer <br/> رقم السجين | Kennzeichen für Funktionshäftlinge <br/> السجناء البني الشارة | Kennzeichen für Funktionshäftlinge <br/> السجناء البني الشارة | العدو الأسرى أو الهارب |
| علامات خاصة                                                                  |                                                                              | | | | | | |
|                                                                              |                                                                              | | | | | | |
| مثال                                                                         |                                                                              | تم ارتداء العلامات بترتيب تنازلي على النحو التالي: رقم السجين، أو شريط التكرار، أو المثلث، أو النجم، أو عضو الكتيبة العقابية، أو المشتبه في الهروب. في هذا المثال، يعتبر السجين مدانًا يهوديًا له عدة إدانات، ويعمل في Strafkompanie ( وحدة جزائية ) ويشتبه في أنه يحاول الفرار. | تم ارتداء العلامات بترتيب تنازلي على النحو التالي: رقم السجين، أو شريط التكرار، أو المثلث، أو النجم، أو عضو الكتيبة العقابية، أو المشتبه في الهروب. في هذا المثال، يعتبر السجين مدانًا يهوديًا له عدة إدانات، ويعمل في Strafkompanie ( وحدة جزائية ) ويشتبه في أنه يحاول الفرار. | تم ارتداء العلامات بترتيب تنازلي على النحو التالي: رقم السجين، أو شريط التكرار، أو المثلث، أو النجم، أو عضو الكتيبة العقابية، أو المشتبه في الهروب. في هذا المثال، يعتبر السجين مدانًا يهوديًا له عدة إدانات، ويعمل في Strafkompanie ( وحدة جزائية ) ويشتبه في أنه يحاول الفرار. | تم ارتداء العلامات بترتيب تنازلي على النحو التالي: رقم السجين، أو شريط التكرار، أو المثلث، أو النجم، أو عضو الكتيبة العقابية، أو المشتبه في الهروب. في هذا المثال، يعتبر السجين مدانًا يهوديًا له عدة إدانات، ويعمل في Strafkompanie ( وحدة جزائية ) ويشتبه في أنه يحاول الفرار. | تم ارتداء العلامات بترتيب تنازلي على النحو التالي: رقم السجين، أو شريط التكرار، أو المثلث، أو النجم، أو عضو الكتيبة العقابية، أو المشتبه في الهروب. في هذا المثال، يعتبر السجين مدانًا يهوديًا له عدة إدانات، ويعمل في Strafkompanie ( وحدة جزائية ) ويشتبه في أنه يحاول الفرار. | تم ارتداء العلامات بترتيب تنازلي على النحو التالي: رقم السجين، أو شريط التكرار، أو المثلث، أو النجم، أو عضو الكتيبة العقابية، أو المشتبه في الهروب. في هذا المثال، يعتبر السجين مدانًا يهوديًا له عدة إدانات، ويعمل في Strafkompanie ( وحدة جزائية ) ويشتبه في أنه يحاول الفرار. |